# Висбаум
Висбаум (нем. Wiesbaum) — община в Германии, в земле Рейнланд-Пфальц. 
Входит в состав района Вульканайфель. Подчиняется управлению Хиллесхайм.  Население составляет 617 человек (на 31 декабря 2010 года). Занимает площадь 15,18 км².